# Дванадесетостен
Дванадесетостенът е многостен с дванадесет стени. Съществуват 6 384 634 топологически нееквиваленти изпъкнали дванадесетостена.
Правилният еднообразен дванадесетостен се нарича додекаедър и е едно от платоновите тела. Полуправилен е ромбичният додекаедър.
Неизпъкнал е т.нар. голям дванадесетостен, който спада към многостените на Кеплер-Поансо.
Тъй като една стена има поне три ръба и всеки ръб се споделя от две стени, то 12-стенът има минимум 18 (т.е. 12х3/2) ръба, а броят на върховете е поне 8 (такива параметри имат например шестоъгълната дипирамида и триделния татраедър).

## Петоъгълни дванадесетостени
- Додекаедър (12 правилни петоъгълника)
Дуалност: икосаедър
- Петоъгълен пресечен трапецоедър (12 петоъгълника)
Дуалност: завъртяноудължена петоъгълна дипирамида
- Пиритоедър (12 неправилни петоъгълника)
Дуалност: псевдоикосаедър

## Еднообразни многостени
- Десетоъгълна призма (2 десетоъгълника и 10 квадрата)
Дуалност: деветоъгълна дипирамида
- Петоъгълна антипризма (2 петоъгълника и 10 равностранни триъгълника)
Дуалност: петоъгълен трапецоедър

### Звездовидни
- Малък звездовиден додекаедър
Дуалност: голям додекаедър
- Октахемиоктаедър
Дуалност: октахемиоктакрон
- Голям додекаедър
Дуалност: малък звездовиден додекаедър
- Голям звездовиден додекаедър
Дуалност: голям икосаедър

## Джонсънови тела
- Петоъгълна купола (5 триъгълника, 5 квадрата, 1 петоъгълник и 1 десетоъгълник)
- Скосен дисфеноид (12 триъгълника)
- Удължена квадратна дипирамида (8 триъгълника и 4 квадрата)
Дуалност: квадратен бифрустум
- Близкодвунамален икосаедър (10 триъгълника и 2 петоъгълника)

## Многостени с полуправилни стени
- Шестоъгълна дипирамида (12 равнобедрени триъгълника)
Дуалност: шестоъгълна призма
- Шестоъгълен трапецоедър (12 делтоида)
Дуалност: шестоъгълна антипризма
- Триделен тетраедър (12 равнобедрени триъгълника)
Дуалност: пресечен тетраедър
- Ромбичен додекаедър (12 ромба)
Дуалност: кубоктаедър
- Трапецоромбичен дванадесетостен (6 ромба и 6 трапеца)
Дуалност: триъгълна ортобикупола
- Ромбохексагонален дванадесетостен (4 шестоъгълника и 8 ромба)

## Звездовидни многостени
- Неизпъкнал полуправилен пиритоедър
- Хексахемиоктакрон и октахемиоктакрон
Дуалност: октахемиоктаедър и кубохемиоктаедър